# Шосте відчуття (фільм, 1935)
Шосте почуття (азерб. Altinci hiss) — радянська німа кінодрама 1935 року, знята на кіностудії «Азерфільм». Фільм не зберігся, але збереглися архівні кадри до нього.

## Сюжет
Про боротьбу молодого інженера за нові, науково вивірені методи роботи на нафтових свердловинах. Його головний опонент — буровий майстер, що вважає за краще керуватися в роботі «шостим відчуттям». Інженер Гейдар у фіналі здобуває подвійну перемогу: доводить перевагу нових методів буріння перед традиційними і завойовує серце дочки старого майстра.

## У ролях
- Алескер Алекперов — Мухандіс Гейдар
- І. Дашдаміров — кульгавий майстер
- Алекпер Гусейн-заде — Гусейнов
- Ісмаїл Ідаят-заде — епізод
- Мовсун Санані — епізод
- С. Климов — епізод

## Знімальна група
- Автори сценарію: Олексій Каплер, Іван Тартаковський
- Режисер-постановник: Микаїл Микаїлов
- Оператор-постановник: Федір Новицький
- Художник-постановник: Віктор Аден